# Lâu đài Košice
Lâu đài Košice (tiếng Slovakia: Košický hrad) là tàn tích của một lâu đài tọa lạc trên ngọn đồi Hradová ở phía tây bắc thành phố Košice, Slovakia.

## Lịch sử
Lâu đài Košice được xây dựng vào đầu thế kỷ 14. Chủ sở hữu đầu tiên của lâu đài là gia đình Omodej, đã mất lâu đài sau thất bại trong trận chiến diễn ra vào năm 1307. Vì vậy, quyền sở hữu lâu đài được chuyển giao cho gia đình Drugeths. Sau đó, chủ sở hữu tiếp theo của lâu đài là gia đình Bebek. Gia đình Bebek tranh chấp liên tục với những người dân của Košice vì người dân Košice cho rằng khu bất động sản này thuộc về họ. Vào năm 1430, người dân Košice thành công giành lại khu phức hợp lâu đài và trang viên, nhưng họ lại bỏ bê việc chăm sóc lâu đài, cho nên lâu đài dần rơi vào tình trạng xuống cấp từ giữa thế kỷ 15. Hiện nay, lâu đài chỉ còn lại các tàn tích đang được bảo tồn.

## Tình trạng hiện tại
Những tàn tích còn sót lại đã thể hiện rằng lâu đài Košice thực sự vẫn chưa được xây dựng xong. Lâu đài Košice có thể là một công sự bao gồm một tháp tròn, một pháo đài hình tam giác và những bức tường dày 3,8 mét. Trong dự án Košice - Thủ đô Văn hóa Châu Âu 2013, khu phức hợp lâu đài đã được bảo tồn và hồi sinh đáng kể trong hai năm 2012 và 2013.